# Tony Hayward
Anthony Bryan "Tony" Hayward (Slough, 21 mei 1957) is een Brits topman, van 2007 tot 2010 was hij de CEO van BP.
Hayward studeerde geologie aan de Aston University in Birmingham. Daarna behaalde hij een PhD aan de Universiteit van Edinburgh. Zijn carrière begon bij BP in 1982 als geoloog. In 1997 keerde hij terug naar Londen als lid van het Upstream Executive Committee, om drie jaar later de voorzitter van de upstream activities te worden. In 2003 werd hij ook lid van het bestuur en in mei 2007 nam hij de taak als CEO op zich.

## Olieramp
Hayward raakte in opspraak door de Olieramp in de Golf van Mexico in 2010, hij moest zich toen verantwoorden voor het Amerikaanse Senaat.
Op 27 juli 2010 stapte Hayward op, omdat hij verantwoordelijk werd gezien voor de olieramp. Op 1 oktober 2010 zal Bob Dudley worden aangesteld als nieuwe BP-topman. Hayward wordt overgeplaatst naar Rusland. Bij zijn vertrek krijgt de topman ruim 1 miljoen pond mee. Volgens de Britse krant The Times komt daar ongeveer 12 miljoen pond bij, omdat hij ook zijn aandelen en aandelenopties opgaf.